# N350 (België)
De N350 is een gewestweg in België bij de plaats Zeebrugge tussen de N34 en de N348. De weg heeft een lengte van ongeveer 5 kilometer en verloopt via de Alfred Ronsestraat.
De gehele weg bestaat uit twee rijstroken voor beide rijrichtingen samen. Vrijwel de gehele weg ligt tussen twee spoorlijnen in.